# DR Automobiles Groupe
DR Automobiles S.r.l. è una casa automobilistica italiana, fondata nel 1985 da Massimo Di Risio a Macchia d'Isernia, che importa e distribuisce autovetture dalla Cina.
Nel 2006 nasce il marchio DR, iniziando a importare componenti di autovetture prodotti dalle case automobilistiche cinesi (Chery Automobile, JAC Motors, BAIC Group e Dongfeng Motor Corporation), assemblandoli su licenza e commercializzandoli, anche a noleggio. Successivamente nascono altri brand, differenziandosi nelle fasce di mercato.

## Storia

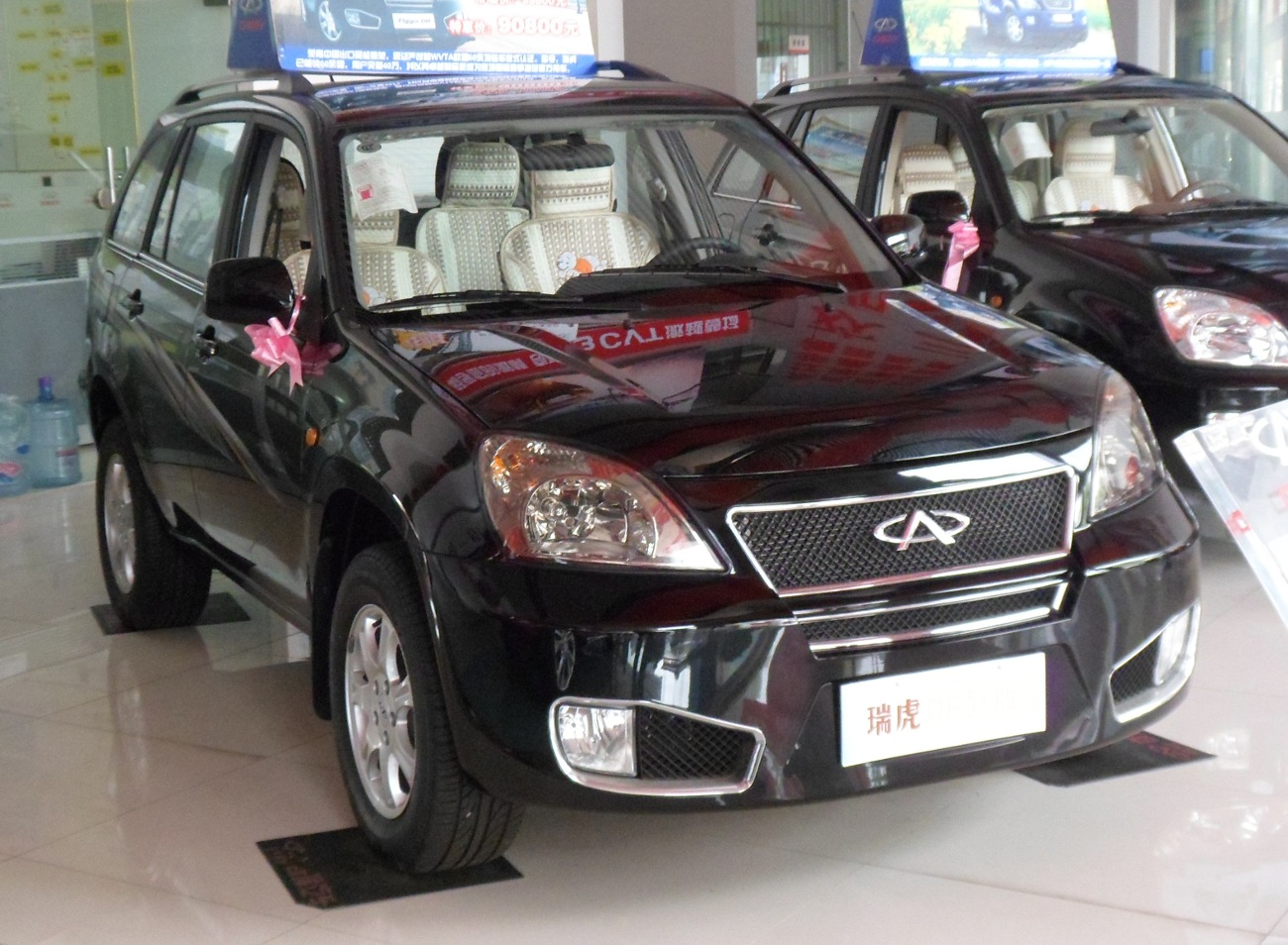
Il SUV cinese Chery Tiggo, veicolo da cui è derivata la prima automobile prodotta dalla DR, la DR 5 del 2007.

### Le origini
L'azienda nasce nel 1985 a Macchia d'Isernia da Massimo Di Risio, proprietario di un'importante concessionaria del Gruppo Fiat, già fondatore del marchio Katay, che si occupava d'importare i veicoli prodotti dalla Gonow (facente capo alla GAC Group) dalla Cina.
Nel 2002 nasce la scuderia corse DR Sportequipe, che partecipa a gare di livello internazionale, tra cui Ferrari Challenge e gran premi nel campionato GT Italia, collezionando più di 200 vittorie.
Nel 2006 nasce il marchio DR ed inizia la distribuzione di modelli prodotti dalla Chery Automobile, rimarchiandoli DR, iniziali del cognome dell'imprenditore molisano.
Il primo prodotto lanciato da DR è stato il SUV compatto DR 5, versione riadattata del cinese Chery Tiggo, lanciato sul mercato nel 2007 rimanendo a listino, con varie evoluzioni, sino al 2020.
Il gruppo aziendale entra subito in trattativa con Bertone per salvare il carrozziere piemontese dalla difficile situazione in cui versava, acquistandolo totalmente o partecipando a una nuova società. Successivamente, però, la dirigenza di Bertone opta per la vendita al Gruppo Fiat del proprio stabilimento di Grugliasco.
La vendita delle automobili inizialmente avveniva tramite un accordo con una rete di supermercati e ipermercati. In seguito la DR si è dotata una propria rete di vendita e officine.

### Gli anni 2010
L'azienda possiede uno stabilimento produttivo, con una produzione, per montaggio di alcuni componenti di provenienza cinese e impianti a gas, a regime previsto nel 2010 di circa cento autovetture al giorno a Macchia d'Isernia. Dal 2010 viene migliorata la rete di assistenza post-vendita con a capo Enrico Romano (ex amministratore Jaguar Italia ed ex consulente Ferrari).
La DR è entrata in trattativa per rilevare lo stabilimento Fiat di Termini Imerese, dal quale l'azienda torinese si è disimpegnata a partire dal 2012. Inoltre è stata a lungo in trattative, con Fiat Industrial, per rilevare lo stabilimento irpino di Valle dell'Ufita dell'Irisbus, prima di abbandonare per puntare all'impianto siciliano. Dopo una lunga trattativa con gli enti locali, governo e sindacati, la DR aveva raggiunto l'accordo per assicurare la gestione dello stabilimento, insieme ad altre aziende, con un investimento complessivo di 341 milioni di euro per la riqualificazione della fabbrica.
A marzo 2013 la situazione era ancora in stallo e la DR non aveva ancora acquisito il sito produttivo di Termini Imerese; il quadro generale è successivamente peggiorato: la necessità di sostenere e rinegoziare il debito con le banche ha portato alla richiesta di concordato preventivo effettuata dalla società a maggio e omologata dal Tribunale di Isernia a dicembre 2013 che ha sancito l'avvio ufficiale della procedura concorsuale, sia pure in continuità produttiva.
Superata tale crisi, nel 2016 DR cerca di rilanciarsi stringendo una partnership con la cinese JAC Motors, che si affianca a quella già in essere con Chery.

### Anni 2020, il rilancio
Nel 2020 il costruttore molisano decide di diversificare la sua offerta di prodotti: al marchio DR, ricollocato in una fascia di mercato più alta (grazie alla commercializzazione di prodotti di qualità maggiore), si affianca l'inedito marchio EVO, con il quale il gruppo molisano intende mantenere dei prezzi bassi a fronte di dotazioni ricche.
Il 2021 segna un record di vendite per la casa molisana con oltre 8000 immatricolazioni.
Il 2022 è un anno d'oro per DR, con quasi 25000 veicoli nuovi immatricolati e una quota di mercato in Italia pari all'1,86%, mentre il fatturato è salito a 448 milioni di euro. Inoltre, l'azienda molisana debutta nel mondo dell'autonoleggio in collaborazione con FCA Bank, lancia i due nuovi brand ICKX, successivamente rinominato ICH-X, e Sportequipe, acquisisce lo storico marchio OSCA dalla famiglia Maserati, e inizia a penetrare in Europa (Spagna, Francia e Bulgaria).
A luglio 2023, per fare fronte alla crescente richiesta di ricambi, viene inaugurato un nuovo magazzino esteso su 4 piani e 5000 m². L'anno si chiude in Italia con quasi 33000 veicoli nuovi immatricolati e una quota di mercato pari al 2,86%, oltre a più di 4000 immatricolazioni estere, principalmente in Spagna, mentre il fatturato è salito a 700 milioni di euro.
Nel 2024 viene annunciata una nuova partnership con la cinese Dongfeng Motor Corporation, che porterà alla produzione di tre modelli con il marchio Tiger (fondato nel 1989 da Jim Dudley e ceduto a DR nel 2022).

## Strategia commerciale

### Diffusione
Per la distribuzione commerciale sul territorio nazionale della DR 5, la DR ha stretto un accordo con la catena di ipermercati Iper, poiché l'azienda non disponeva di una vera e propria rete di vendita. Pertanto i propri veicoli erano acquistabili tramite i punti vendita e informativi all'interno degli ipermercati. Questa scelta è dovuta anche alla necessità dalla DR di farsi conoscere da un'ampia clientela. Era anche possibile acquistare direttamente nella fabbrica di Macchia d'Isernia e nelle sedi di Campobasso e Pescara.
Nel dicembre del 2009, in contemporanea al lancio della DR 1, la DR inaugura la propria rete di vendita italiana cessando il contratto con il Gruppo Finiper. Al 2011 si contano settanta concessionarie e più di cento officine autorizzate. Superato il momento di crisi patito tra gli inizi e la metà degli anni 2010, la rete dedicata alla distribuzione delle autovetture DR ha vissuto un forte aumento, raggiungendo oltre 200 concessionarie e 250 officine autorizzate alla fine del 2021.
A fine 2010 DR lanciò la campagna promozionale DR 1 Ambassador: la casa offriva fino a 3000 € di sconto sulla citycar DR 1 per i clienti che s'impegnavano a tenere per 12 mesi le livree e gli adesivi DR sulla carrozzeria.
Dal mese di maggio del 2022 DR è entrata nel settore del noleggio auto, in partenariato con FCA Bank: l'offerta del noleggio a lungo termine riguarda oltre al marchio principale DR anche i marchi di fascia più alta del gruppo, ossia Sportequipe e ICH-X e da dicembre 2022 anche il marchio EVO.

### Sponsorizzazioni
A partire dal 2021 i marchi del gruppo DR hanno iniziato a sponsorizzare in firma secondaria varie squadre della Serie A di calcio al fine di aumentare la propria visibilità: DR ha sponsorizzato nella stagione 2021-22 il Venezia,  in quella successiva la Sampdoria e l'Hellas Verona.
Nella Serie A 2023-2024 il marchio appare sulle maglie del Lecce.
EVO, nella stagione 2021-22 ha sponsorizzato la Sampdoria.
Dal 2024 DR è sponsor del quiz La ruota della fortuna di Canale 5, che propone una vettura del gruppo tra i premi finali.

### Mercati esteri
I veicoli DR sono commercializzati in diversi paesi dell'Unione europea e nel dettaglio: Bulgaria, Francia (un rivenditore) e Spagna. La sola Spagna ha totalizzato nell'anno 2022 1000 immatricolazioni.

## Marchi del gruppo

### DR
| Anno | Vetture immatricolate |
| ---- | --------------------- |
| 2007 | 21                    |
| 2008 | 1908                  |
| 2009 | 2326                  |
| 2010 | 4936                  |
| 2011 | 2942                  |
| 2012 | 711                   |
| 2013 | 465                   |
| 2014 | 360                   |
| 2015 | 446                   |
| 2016 | 478                   |
| 2017 | 416                   |
| 2018 | 1501                  |
| 2019 | 3793                  |
| 2020 | 3476                  |
| 2021 | 8362                  |
| 2022 | 24480                 |
| 2023 | 32657                 |

La prima vettura commercializzata dalla Casa è un SUV compatto di segmento C, la DR 5, versione rimarchiata e riomologata secondo gli standard europei della Chery Tiggo 3. Il DR 5 è stato presentato, insieme alla versione tre porte DR 3, in veste di prototipo al 31º Motor Show di Bologna nel 2006. In realtà la DR 3 nonostante fosse simile alla DR 5 non era altro che una versione rimarchiata della Jonway UFO tre porte prodotta dal costruttore cinese Jonway. La DR 3 invece era destinata a essere assemblata nello stabilimento di Bertone di Grugliasco, ma in seguito al fallimento della trattativa non entrerà in produzione.
Il primo esemplare di DR 5 nasce il 15 novembre 2007 assemblato in kit (semi-knock down) a Macchia d'Isernia con componenti importati dallo stabilimento Chery in Cina. La vettura viene equipaggiata con motori Chery Acteco a benzina trasformati a gas e con il diesel 1.9 Multijet di origine Fiat.
Alla fine del 2008, in occasione del Motor Show di Bologna, vengono presentati altri due modelli: una nuova versione della DR 3, sempre basata sul modello della Jonway ma con estetica rivista, e la city car DR 1, derivata dal modello Chery Riich M1, marchio che fa parte del gruppo Chery Automobile. Anche in questo caso la DR 3 non entrerà in produzione. A Ginevra viene presentata anche la DR 2, una piccola monovolume 5 porte, versione rimarchiata della Chery A1, che entra sul mercato nella Primavera 2010.
Al Motor Show di Bologna 2010 vengono presentate due anteprime mondiali e una nazionale: una nuova DR 3, in versione berlina a cinque porte ricavata dalla Chery Fulwin 2; la DR CityWagon: una piccola station wagon basata sulla DR 1, già presentata come prototipo a Ginevra con il nome DR SW21; e infine la DR 1 Elettrica (basata sulla Chery Riich M1 EV). Nessuno di questi veicoli entrerà però in commercio, rimanendo tutti allo stadio di concept car.
Nel mese di agosto 2013 viene presentata la DR City Cross, un'auto di piccole dimensioni dalla caratterizzazione estetica crossover e assetto rialzato. La DR City Cross è la versione rimarchiata della Chery X1, una versione giardinetta e dall'aspetto fuoristradistico della DR 1.
Nel 2014, in seguito alla bassa domanda dei modelli, viene terminata la produzione delle DR 1 e DR 2 e viene presentato il restyling della DR 5 basato sulla Chery Tiggo 3 in versione ristilizzata.
L'anno successivo, essendo rimasto il vuoto nella fascia delle utilitarie compatte lasciato dalle DR 1 e DR 2 uscite di produzione la casa presenta la piccola DR Zero, versione rimarchiata della Chery QQ di seconda generazione.  Il calo delle vendite, passate dal record di 4936 unità nel 2010 a 2942 nel 2011 e a sole 463 unità nel 2013, ha comportato la decisione di importare le vetture finite dalla Cina e di conseguenza licenziare gran parte dell’organico che venne ridotto a fine 2015 a sole 30 unità di cui 10 operai. Con il lancio della DR Zero termina l’assemblaggio dei componenti Chery presso lo stabilimento di Macchia d’Isernia delle vetture che da quel momento vengono importate già complete e prodotte dalla Cina limitando le modifiche, rispetto ai modelli di origine, a solo un cambio di mascherina frontale e ai loghi applicati.
Al Bologna Motor Show 2016 la DR presenta, oltre alla DR Zero WR, i nuovi crossover DR 3 (derivata dalla Chery Tiggo 3X), DR 4 (derivata dalla JAC S3), DR EVO 5 (derivata dalla Chery Tiggo 3, in pratica un restyling della precedente DR 5), e Il modello di punta DR 6 (derivata dalla Chery Tiggo 5). Si aggiunge inoltre al listino l'inedita DR 5 Anniversary, che "celebra" i 10 anni dalla prima serie di DR 5. Questi nuovi modelli, entrati tutti a listino tra il 2017 e il 2018, saranno determinanti nell'aumento delle vendite del marchio che, dopo aver toccato il record negativo di sole 360 unità nel 2014 (con vendite solo di poco superiori nei tre anni successivi) e aver affrontato una crisi molto forte, si riprende e nel 2018 vende ben 1501 veicoli, risultato quasi quadruplicato rispetto all'anno precedente e che riavvicina il marchio ai buoni risultati ottenuti alla fine del decennio precedente. La tendenza continua anche l'anno seguente, con DR che vende ben 3.793 automobili, ottenendo risultati più che doppi rispetto all'anno prima.
Al salone di Ginevra nel marzo 2019 viene presentata la DR 3 EV, versione a motore elettrico della DR 3 basata sulla Chery Tiggo 3xe; la vettura secondo la casa possiede una autonomia pari a 400 km ed è spinta da un motore elettrico sincrono a magneti permanenti erogante 90 kW (122 CV) di potenza e 276 N⋅m di coppia massima. Le batterie sono agli ioni di litio dalla capacità di 54,3 kWh. La DR 3 EV è la prima di tre elettriche che la casa molisana ha programmato di lanciare tra il 2019 e l'anno successivo, seguendo quindi l'andamento generale del mercato che spinge verso un'elettrificazione sempre più spinta. Nello stesso anno esce di produzione la citycar DR Zero, che non viene sostituita da alcun modello lasciando in gamma solo i quattro SUV introdotti in precedenza.
Il 2020 è un anno di notevole importanza per DR: innanzitutto, la DR EVO 5 cambia nome e diventa semplicemente DR EVO; successivamente debutta sul mercato la nuova DR 5.0 (versione rimarchiata e leggermente modificata del SUV compatto cinese Chery Tiggo 5x). Ad aprile 2020 viene presentato il piccolo SUV elettrico EVO Electric (dove EVO identifica il brand low-cost di DR), versione rimarchiata del cinese JAC iEV40 e prima vettura elettrica del Marchio, mentre alla fine del mese successivo i SUV DR 4, DR EVO e DR 6 escono dal listino DR per passare al marchio EVO sotto i rispettivi nomi EVO 4, EVO 5 ed EVO 6. Agli inizi di giugno la gamma vede la presentazione del nuovo SUV F35, versione modificata del SUV cinese Chery Tiggo 7 (nella sua versione ristilizzata, nota come Tiggo 7 Fly) che diventa il nuovo prodotto di punta del marchio confermandone l'innalzamento degli standard. Alla fine dell'anno, inoltre, debutta la 5.0 con motore 1.5 turbo e cambio automatico a doppia frizione. Le vendite si assestano a 3.485 unità, in calo anche a causa della pandemia di COVID-19.
Nel 2021 fanno il loro debutto al Milano Monza Open-Air Motor Show la versione aggiornata della 5.0, con alcune modifiche estetiche e interni completamente ridisegnati, e la nuova SUV 6.0 (basata sulla Chery Tiggo 7 Pro) che diventa la nuova ammiraglia del marchio. La DR 6.0 monta il motore 1.5 turbo benzina con cambio CVT a 9 rapporti ed è disponibile con alimentazione bi-fuel benzina/GPL. Alla fine dell'anno, inoltre, la versione non aggiornata della 5.0 viene ribattezzata 4.0 e adotta una nuova calandra anteriore. Le vendite segnano il nuovo record di 8.362 unità, risultato più che raddoppiato rispetto all'anno precedente. L'anno successivo prevede inizialmente l'entrata a listino delle 5.0 e 6.0 presentate nel 2021; al Milano Monza Open-Air Motor Show vengono invece presentate la DR 3.0 (evoluzione del DR 3) e il nuovo SUV 7.0 (che si pone al vertice della gamma): il loro esordio sul mercato è previsto per la fine dell'anno; nell'estate dello stesso anno, inoltre, entra a listino il DR 5.0 con cambio automatico CVT ed esce invece di listino il 4.0 con cambio automatico. Sempre nel 2022 registra il record storico di vendite per la casa molisana, che vende oltre 24000 auto arrivando quasi a triplicare il numero dei veicoli venduti l'anno prima.
Il 2023 si apre con numerose novità: oltre all'entrata a listino dei tre veicoli presentati al Milano Monza Open-Air Motor Show nel 2022 (i SUV 3.0 e 7.0), si registra il ritorno nel segmento delle citycar con la nuova generazione della DR 1.0, citycar elettrica su base Chery eQ1 e prima elettrica del marchio a entrare in commercio, e il debutto assoluto nel settore dei veicoli cassonati con il DR PK8 (basato sul JAC T8 Pro e dotato di propulsori turbodiesel). Nello stesso anno abbandona invece i listini il SUV F35, sostituito in gamma dalle 5.0 e 6.0. il 2023 registra un nuovo record di vendite in Italia con quasi 33000 veicoli immatricolati.

#### Modelli attualmente in vendita
| Modello | Anno | Alimentazione              | Note                               |
| ------- | ---- | -------------------------- | ---------------------------------- |
| DR 1.0  | 2023 | Elettrica                  |                                    |
| DR 3.0  | 2023 | Benzina Benzina/GPL        | Dal 2018 al 2022 venduta come DR 3 |
| DR 4.0  | 2021 | Benzina Benzina/GPL        |                                    |
| DR 5.0  | 2020 | Benzina Benzina/GPL        |                                    |
| DR 6.0  | 2022 | Ibrido plug-in Benzina/GPL |                                    |
| DR 7.0  | 2023 | Ibrido plug-in Benzina/GPL |                                    |
| DR PK8  | 2023 | Diesel                     |                                    |

#### Modelli fuori produzione

##### Modelli su base Chery
- DR 1 (2009-2014)
- DR 2 (2010-2014)
- DR City Cross/City Van (2013-2016)
- DR Zero (2015-2019)
- DR 5 (2007-2020)
- DR 6 (2017-2020)
- DR F35 (2020-2023)

##### Modelli su base JAC
- DR 4 (2017-2020)

### ICKX/ICH-X
Il marchio, originariamente chiamato ICKX, è stato creato nel 2022; come avviene per gli altri marchi del gruppo, le autovetture sono basate su veicoli realizzati da case automobilistiche cinesi, in questo caso la BAIC, e sono commercializzate in seguito a modifiche sia estetiche che legate all'omologazione per il suolo europeo.
Il marchio ICH-X appartiene a una fascia di mercato più elevata, collocandosi oltre i 50000 €.
Il debutto avviene nello stesso anno al Milano Monza Open-Air Motor Show presentando il fuoristrada ICKX K2, un fuoristrada di medie dimensioni basato sul Beijing BJ40 Plus, versione a cinque porte e passo lungo del più piccolo BJ40. In Italia la commercializzazione del veicolo è partita nella primavera del 2023.
Secondo alcune interpretazioni, il nome del marchio sarebbe ispirato al cognome dell'ex pilota Jacky Ickx. Lo stesso Ickx, tuttavia, ha avviato una causa legale nell’estate del 2023 per uso illecito e non autorizzato del proprio nome. Secondo quanto affermato da diversi organi di stampa, il tribunale di Torino avrebbe sostenuto la tesi del pilota, vietando a DR di utilizzare il marchio, imponendo il ritiro delle vetture dal mercato entro il 31 marzo 2024 e una multa di 50000 € per ogni esemplare venduto. L'azienda ha tuttavia parzialmente smentito la notizia, sostenendo che nessuna sentenza sarebbe stata emessa, in quanto il procedimento si troverebbe solamente alla fine della fase cautelare. DR, in ogni caso, ha modificato il proprio marchio in ICH-X.

### EVO
Il marchio, fondato nel 2020, appartiene alla fascia economica del mercato e importa autovetture (assemblandone alcuni particolari su licenza) prodotte dalle case automobilistiche cinesi Chery Automobile, JAC Motors e BAIC e le commercializza (rimarchiate con il logo EVO e con alcune personalizzazioni aggiuntive) nei suoi punti vendita italiani.
La prima vettura commercializzata è un SUV piccolo (appartenente al segmento B), l'EVO Electric, versione rimarchiata e omologata secondo gli standard europei della cinese JAC iEV7s, versione elettrica del JAC Refine S2. Il veicolo è stato presentato online il 15 aprile del 2020.
Nel mese successivo la gamma del marchio si amplia, assorbendo dalla DR i crossover DR 4, DR EVO (nome nuovo del DR 5) e DR 6 i quali prendono rispettivamente i nomi EVO 4, EVO 5 ed EVO 6.
Nel 2021 la EVO Electric viene leggermente modificata, e cambia il nome in EVO 3 Electric. Al Milano Monza Open-Air Motor Show viene presentata la versione con motorizzazioni tradizionali della vettura, la EVO 3, dotata di un'estetica differente e di un motore 1.5 aspirato con alimentazione bi-fuel benzina-GPL e cambio manuale a 5 rapporti. Nello stesso anno si segnala l'uscita dal listino della EVO 6.
Nel 2022 al Milano Monza Open-Air Motor Show il marchio ha presentato tre nuovi modelli: EVO 4, EVO 5, EVO Cross 4. Nel dicembre 2022, alcuni mesi dopo rispetto agli altri marchi del gruppo, anche il marchio EVO entra nel settore del car renting, in partnership con FCA Bank: l'offerta prevede dei contratti di noleggio a lungo termine.
Nell’agosto 2023 viene presentata la nuova ammiraglia del gruppo, la EVO 7 dotata di configurazione a 6 o 7 posti e motore 1.5 turbo benzina/GPL da 130 kW (180 CV) e 288 N⋅m di coppia. La vettura non era stata presentata ufficialmente al MiMo 2022 ma era in visione presso l’autodromo di Monza. Costruita su base Jac JS8, è dotata di un cambio automatico DCT a 6 rapporti e la dotazione full optional del marchio.
| Modello     | Anno | Alimentazione                 | Note                                                                                             |
| ----------- | ---- | ----------------------------- | ------------------------------------------------------------------------------------------------ |
| EVO 3       | 2020 | Benzina Benzina/GPL Elettrica |                                                                                                  |
| EVO 4       | 2020 | Benzina Benzina/GPL           | Dal 2017 al 2020 commercializzata con il marchio DR. Dal 2023 in vendita il modello ristilizzato |
| EVO Cross 4 | 2022 | Diesel                        |                                                                                                  |
| EVO 5       | 2023 | Benzina Benzina/GPL           |                                                                                                  |
| EVO 7       | 2023 | Benzina Benzina/GPL           |                                                                                                  |

### Sportequipe
Il marchio, fondato nel 2022, appartiene a una fascia di mercato elevata, compresa tra gli oltre 30000 e 50000 €.
Le autovetture sono basate su progetti delle case automobilistiche cinesi Chery Automobile e JAC Motors omologate per il mercato europeo.
Il debutto del marchio avviene nello stesso anno al Milano Monza Open-Air Motor Show presentando cinque veicoli, basati su progetti Chery e JAC e strettamente imparentati coi veicoli a marchio EVO e DR, di cui risultano essere delle versioni più esclusive: i SUV S5, S6 e S7, versioni dall'aspetto sportiveggiante dei vari DR 5.0, 6.0 e 7.0, e il pick-up K, versione dall'aspetto più sportivo del pick-up EVO Cross 4.
La gamma si espande pochi mesi dopo con la presentazione, al Salone dell'Automobile di Parigi, del SUV top di gamma Sportequipe S8, basato sulla Chery Tiggo 8 Pro e disponibile, in versione benzina-GPL, ibrida plug-in e in versione tri-fuel (benzina-elettrica-GPL). Le versioni ibrida plug-in e tri-fuel utilizzano un motore 1.5 turbo benzina da 115 kW (156 CV) accoppiato a due motori elettrici da 55 e 70 kW (75 e 95 CV),  alimentati da un pacco batterie con tecnologia ternaria agli ioni di litio da 19,27 kWh.
Nel corso del 2023 inizia la commercializzazione sul mercato italiano con i modelli S5, S6, S7 e S8 venduti in una rete di concessionari dedicata.
| Modello        | Anno | Alimentazione       | Note |
| -------------- | ---- | ------------------- | ---- |
| Sportequipe S5 | 2023 | Benzina Benzina/GPL |      |
| Sportequipe S6 | 2023 | Benzina Benzina/GPL |      |
| Sportequipe S7 | 2023 | Benzina Benzina/GPL |      |
| Sportequipe S8 | 2023 | Ibrido plug-in      |      |

### Tiger
Nel 2024 il gruppo annuncia il rilancio del marchio inglese Tiger, fondato nel 1989 da Jim Dudley e acquisito da DR nel 2022, grazie al lancio di nuovi modelli realizzati in partenariato con la cinese Dongfeng Motor.

### Birba
Nel 2025 nasce un nuovo brand chiamato Birba, attraverso la quale l'azienda ha iniziato a commercializzare un quadriciclo elettrico pesante basato sulla Chery QQ.

## Controversie giudiziarie
- Nel 2024, l'ex pilota Jacky Ickx intenta causa all'azienda per utilizzo improprio del suo cognome nei veicoli a marchio ICKX.[57][60] In attesa di una sentenza, DR modifica il nome in ICH-X.
- Nel 2024, l'Antitrust avvia un'istruttoria per presunte informazioni ingannevoli riguardo al luogo di produzione dei veicoli del gruppo e per problematiche post vendita[57] con una prima sentenza di multa da 6 milioni di euro che l'azienda ha dichiarato di voler impugnare.[73]